# Oecophora superior
Oecophora superior is een vlinder uit de familie sikkelmotten (Oecophoridae). De wetenschappelijke naam is voor het eerst geldig gepubliceerd in 1918 door Rebel.
De soort komt voor in Europa.